# Clinopogon scalaris
Clinopogon scalaris är en tvåvingeart som först beskrevs av Jacques-Marie-Frangile Bigot 1878.  Clinopogon scalaris ingår i släktet Clinopogon och familjen rovflugor.
Artens utbredningsområde är Fiji. Inga underarter finns listade i Catalogue of Life.